# Телега (комуна)
Телега (рум. Telega) — комуна у повіті Прахова в Румунії. До складу комуни входять такі села (дані про населення за 2002 рік):
- Бошилчешть (35 осіб)
- Буштенарі (734 особи)
- Дофтана (542 особи)
- Мелічешть (584 особи)
- Телега (4558 осіб)
- Цонцешть (12 осіб)

Комуна розташована на відстані 80 км на північ від Бухареста, 28 км на північний захід від Плоєшті, 60 км на південь від Брашова.

## Населення
За даними перепису населення 2002 року у комуні проживали 6465 осіб.
Національний склад населення комуни:
| Національність | Кількість осіб | Відсоток |
| -------------- | -------------- | -------- |
| румуни         | 6455           | 99,8%    |
| цигани         | 7              | 0,1%     |
| угорці         | 3              | < 0,1%   |

Рідною мовою назвали:
| Мова      | Кількість осіб | Відсоток |
| --------- | -------------- | -------- |
| румунська | 6463           | > 99,9%  |
| угорська  | 2              | < 0,1%   |

Склад населення комуни за віросповіданням:
| Релігія            | Кількість осіб | Відсоток |
| ------------------ | -------------- | -------- |
| православні        | 6397           | 98,9%    |
| адвентисти         | 54             | 0,8%     |
| римо-католики      | 4              | 0,1%     |
| бретрени           | 4              | 0,1%     |
| п'ятдесятники      | 2              | < 0,1%   |
| лютерани           | 2              | < 0,1%   |
| не вказали релігію | 2              | < 0,1%   |